# Émilie Gomis
Émilie Gomis (ur. 18 października 1983 w Ziguinchor w Senegalu) – francuska koszykarka, reprezentantka kraju, grająca na pozycji rzucającego obrońcy. Mistrzyni Europy 2009. W 2006 występowała w WNBA, w drużynie New York Liberty. Obecnie występuje we francuskim ESB Villeneuve-d’Ascq.